# Family Values Tour
Il Family Values Tour è un festival creato dalla band Korn nel 1998 con l'intento di creare un evento hard rock, metal e rap annuale.
Negli anni successivi, con l'eccezione del 2000 quando il festival non si svolse per competizione tra le band, fu organizzato dai Limp Bizkit (1999) e congiuntamente dagli Stone Temple Pilots e Staind.
Il tour risorse nel 2006 per mano degli stessi Korn, che di quell'edizione pubblicarono anche un CD/DVD.

## Edizioni
1998
- Korn, Incubus, Orgy, Limp Bizkit, Ice Cube, Rammstein.

1999
- Limp Bizkit, Primus, Staind, Method Man & Redman, Korn, The Crystal Method, Filter.

2001
- Stone Temple Pilots, Linkin Park, Staind, Static-X, Deadsy.

2006
- Korn, Deftones, Stone Sour, Flyleaf, Dir en grey, 10 Years, Deadsy, Bury Your Dead, Bullets and Octane, Walls of Jericho.

2007
- Korn, Evanescence, Trivium, Hellyeah, Atreyu, Flyleaf.